# Моана южных морей
«Моана южных морей» или просто «Моана» (англ. Moana) — американский документальный немой чёрно-белый фильм 1926 года. Вторая по счёту полнометражная режиссёрская работа Роберта Флаэрти (после «Нанук с севера» (1922)).

## Описание
Премьера фильма состоялась в США 7 января 1926 года. Дистрибьютером ленты выступила кинокомпания Paramount Pictures.
Термин «документальный» (англ. documentary) применительно к такому жанру (виду) кино был впервые предложен Джоном Грирсоном (под псевдонимом «Кинозритель» (англ. The Moviegoer)) в рецензии именно на «Моану южных морей», опубликованной 8 февраля 1926 года в The New York Sun.
Несмотря на то, что в большинстве источников жанр этой ленты определён как «документальная», правильнее всё-таки называть эту картину снятой в жанре «доку-фикшн», причём «первым доку-фикшн в истории кинематографа». Как и в предыдущем своём «Нанук с севера» (и последующем, «Человек из Арана»), Флаэрти использовал следующую методику подбора актёров: он выискивал среди аборигенов наиболее фотогеничных, уговаривал их сняться и выстраивал между ними вымышленные семейные взаимоотношения для сюжета. Также «нарушением документальности» можно считать то, что Флаэрти показал в «Моане» (и в других своих фильмах тоже) несколько почти забытых местными жителями обрядов, традиций и практик, который выдал зрителю за современные, ныне активно применяемые полинезийцами. Например, к середине 1920-х годов большинство самоанцев, под активным влиянием христианских миссионеров, носили одежду западного образца, но Флаэрти для съёмок одел всех актёров в традиционные наряды из тапы, причём в одной сцене показано, как Моана изготавливает такую одежду. Незамужние девушки в «Моане» ходят топлесс, что также в то время на Самоа уже практически не встречалось; показана сцена нанесения соответствующих татуировок юноше, «вступающему во взрослую жизнь» — этот болезненный обряд также в то время на Самоа был почти позабыт.
Съёмки фильма проходили в нескольких деревнях района Сафуне на острове Савайи (Самоа) летом 1924 года. К моменту начала съёмок Роберт Флаэрти с женой и их тремя дочерьми прожил на Самоа уже более года, «проникаясь» местной жизнью. Paramount Pictures, впечатлённая дебютной лентой Флаэрти, «Нанук с севера» (1922), отправила его в апреле 1923 года с семьёй на Самоа с указанием снять не менее успешный фильм о традиционной жизни полинезийцев. В средствах кинокомпания не скупилась, и вместе с режиссёром на остров было доставлено 16 тонн кинематографического оборудования и материалов, в том числе новейшие фото-материалы «Панхром» (подавляющее большинство лент того времени использовали технологию «Ортохром») и дорогая цветная кинокамера Prizma, которую использовать так и не удалось в связи с поломкой.
«Моана южных морей» была благосклонно принята зрителями и критиками, однако кассового успеха не случилось. Как выяснилось, жизнь на тропических островах оказалась достаточно проста и беззаботна, что не дало Флаэрти использовать свой испытанный приём «человек против природы», как это было в «Нанук с севера» и будет в «Человек из Арана».
Из трёх дочерей Флаэрти, бывших с ним на Самоа во время съёмок «Моаны», самая младшая была трёхлетняя Моника. Спустя полвека, в 1975 году, она вернулась на остров Савайи, чтобы создать звуковой ряд для этого фильма своих родителей. Она записала деревенские звуки, разговоры на самоанском языке, традиционные песни. В 1980 году новая версия фильма с незатейливым названием «Моана со звуком» была готова: большую помощь в его создании оказали известные кинематографисты Жан Ренуар и Ричард Ликок. Премьера ленты состоялась в 1981 году в Париже. Со звуком всё было отлично, но вот визуальный ряд оставлял желать лучшего: оригинальный негатив плёнки, конечно же, не сохранился, поэтому Монике пришлось делать копию с копии плёнки, причём с 35-мм киноплёнки на 16-мм. В дальнейшем несколько экспертов-кинематографистов смогли выправить ситуацию, и ещё раз обновлённая «Моана» была показана 30 сентября 2014 года на Нью-Йоркском кинофестивале, вызвав восторг зрителей.

## В ролях
- Таавале — Моана[6]
- Фаамгасе — жених Моаны
- Тама — отец Моаны
- Тугаита — мать Моаны
- Пеа — младший брат Моаны
- Леупенга — старший брат Моаны

## Кадры из фильма

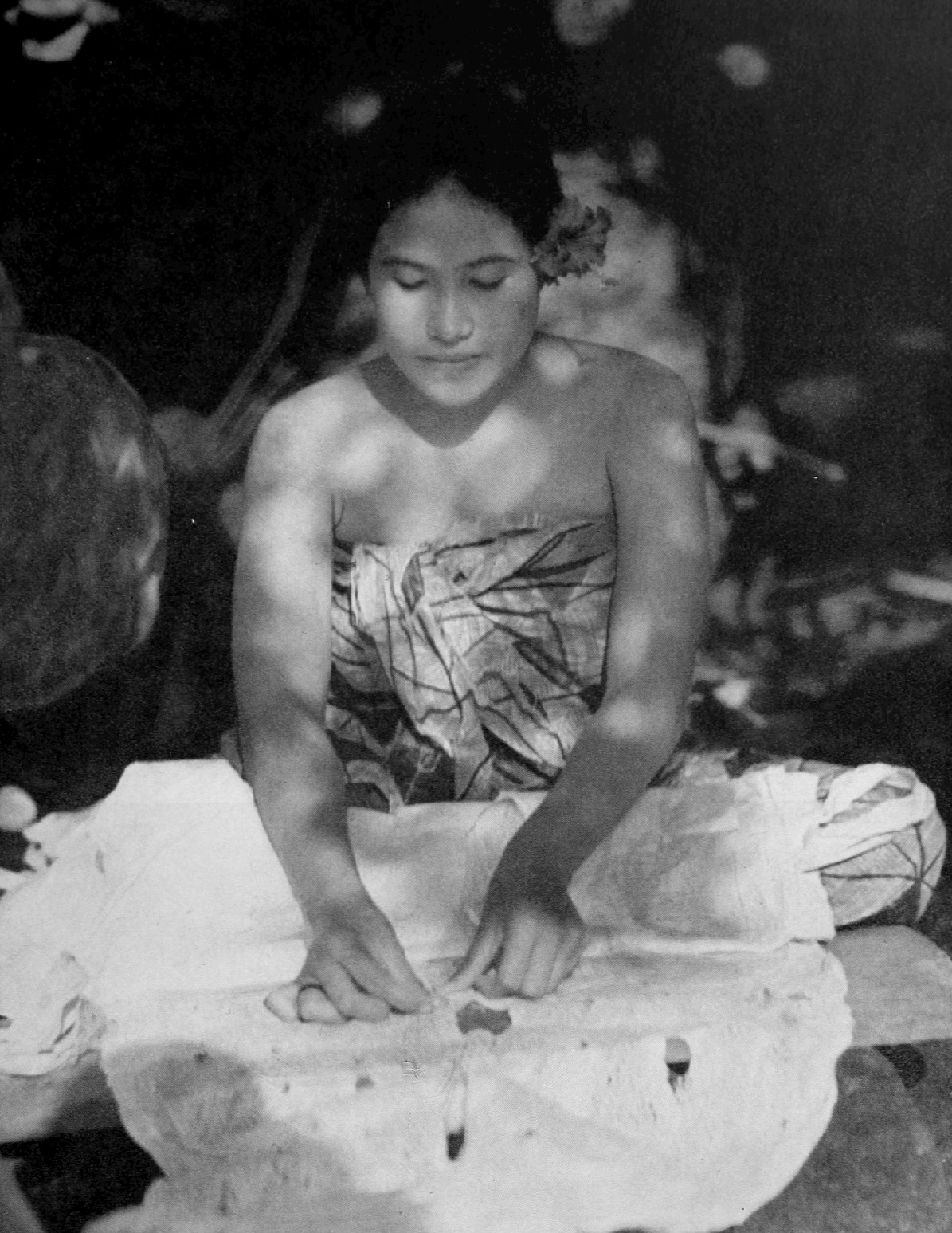
Моана изготавливает одежду
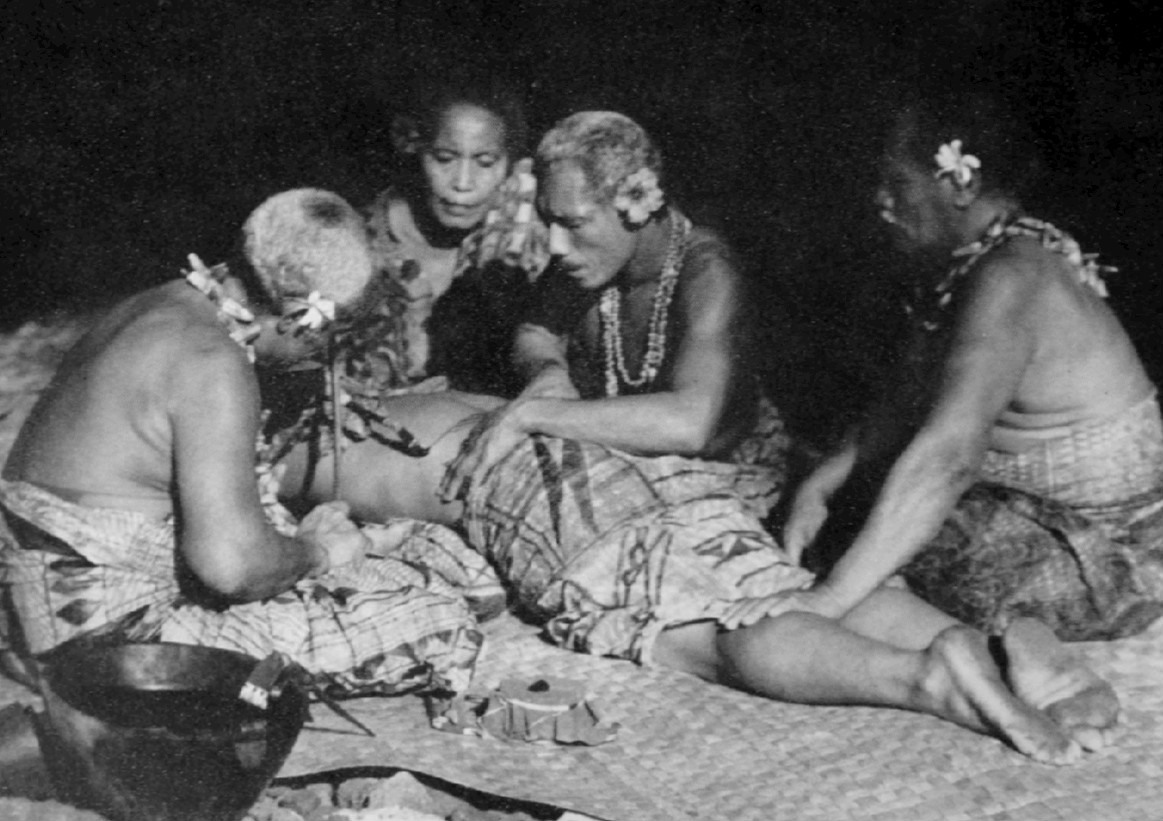
Юноше делают «татуировку совершеннолетия»